# Åmøya
Åmøya est une île de la commune de Meløy , en mer de Norvège dans le comté de Nordland en Norvège.

## Description
L'île de 23,4 km2 se trouve à l'est de l'île de Bolga et au sud de l'île de Meløya. L'île est reliée au continent par une série de petits ponts sur l'île de Grønnøy et plusieurs autres petites îles entre Åmøya et le village d'Engavågen sur le continent. À Åmnessundet, on trouve avec des pétroglyphes sur une superficie de 90 x 40 mètres.